# Pantano de los Bermejales

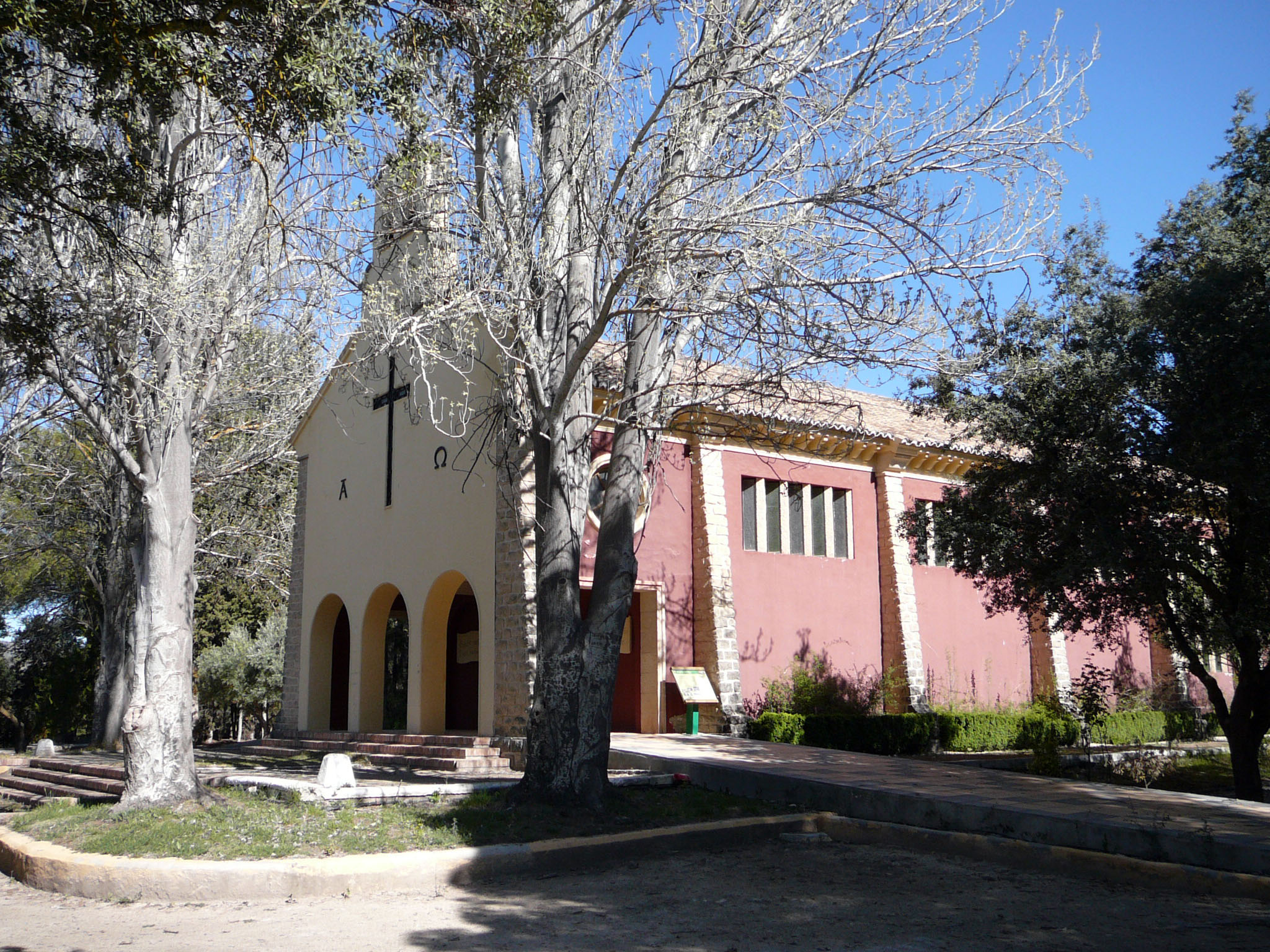
Iglesia de la Inmaculada, en Pantano de los Bermejales.

Pantano de los Bermejales (también llamado Poblado de los Bermejales, El Poblado o simplemente Los Bermejales) es una localidad y pedanía española perteneciente al municipio de Arenas del Rey, en la provincia de Granada, comunidad autónoma de Andalucía. Está situada en la parte central de la comarca de Alhama. Cerca de esta localidad se encuentran los núcleos de Agrón, Fornes, Cacín y Alhama de Granada.

## Historia
El poblado fue construido en la segunda mitad del siglo XX paralelamente a las obras del propio embalse, del que toma el nombre, y situándose en la orilla norte del mismo. Desde su origen ha sido de titularidad de la Confederación Hidrográfica del Guadalquivir, dependiente del Gobierno de España. No obstante, en diciembre de 2008 el organismo hizo entrega de algunos edificios de este núcleo al ayuntamiento de Arenas del Rey donde la administración local instaló un centro de salud, un hostal, un bar y otros servicios para uso y disfrute de la población.
El agua para uso doméstico es completamente gratuita, sin que haya ningún tipo de control ni contadores en las viviendas.

## Demografía
Según el Instituto Nacional de Estadística de España, en el año 2012 Pantano de los Bermejales contaba con 125 habitantes censados, de los cuales 64 eran mujeres y 61 varones. Esta cifra se ve duplicada en verano debido a la afluencia de turistas del camping Los Bermejales, y trabajadores estacionarios del sector servicios.

### Evolución de la población
| Gráfica de evolución demográfica de Pantano de los Bermejales entre 2002 y 2012 |
|                                                                                 |
| Datos según el nomenclátor publicado por el INE.                                |

## Turismo
El núcleo constituye un centro recreativo y deportivo de primer orden. Durante la época estival se convierte en uno de los destinos más solicitados para las colonias infantiles y juveniles que organizan las diferentes instituciones públicas de la provincia.
Uno de los atractivos turísticos que posee es la ruta de senderismo que sale justo detrás de la iglesia y baja por el río Cacín hasta el puente, volviendo por su vertiente derecha. Este pantano situado en la parte baja del aliviadero del embalse de los Bermejales, está rodeado por una extensión de pinos, encinas y otros tipos de vegetación característica del bosque mediterráneo. En la zona se puede encontrar desde vestigios de antiguas civilizaciones (Dolmen megalítico) pasando por paisajes impresionantes, una estrecha y profunda garganta por donde fluye el río Cacín con más de 100 metros de profundidad y 5 km de largo. Una formación de gran interés paisajístico es la gran garganta que ha formado el río a costa de excavar en los materiales más blandos. para subir y bajar este sendero, dispone de escalas o maromas que están permanentemente instaladas allí. El caminar por esta profunda e impresionante garganta, suele provocar errores de medición en las alturas del GPS. El desnivel de subida y bajada acumulado no supera los seis centenares de metros.